# Hidrokrakkolás
A hidrokrakkolás ipari eljárás, amely nagy molekulatömegű szénhidrogének elegyének hidrogén jelenlétében végzett katalitikus lebontására szolgál. A kiindulási anyagok kőolaj-feldolgozási melléktermékek és desztillációs maradékok, amelyekből az alkalmazott bifunkciós katalizátor típusától és a reakciókörülményektől függően kisebb molekulatömegű, főként elágazó szénláncú, telített szénhidrogének keletkeznek. A szénlánc-hasadással járó hidrokrakkolás során hidrogénezési, dehidrogénezési, izomerizálási reakciók mennek végbe, de sora kerül a szennyezést jelentő kén- és nitrogénvegyületek eltávolítására is. Napjainkban a hidrokrakkolást zeolitkatalizátorokkal, 250-480 °C-on, 80-200 bar nyomáson végzik. A nagy hidrogénigény miatt az eljárás igen csak drága.